# Campo Real
Campo Real est une commune de la communauté de Madrid, en Espagne.